# Свети Георги (Новоселани)
Вижте пояснителната страница за други значения на Свети Георги.
„Свети Великомъченик Георгий“ или „Свети Георги“ (на македонска литературна норма: „Свети Георгиј“) е православна възрожденска църква в прилепското село Новоселани, Северна Македония. Църквата е под управлението на Преспанско-Пелагонийската епархия на Македонската православна църква.
Църквата е гробищен храм, разположен западно от селото. В църквата има находки от римско време. Църквата е издигната в 1837 година. Представлява еднокорабна сграда, с полукръгла апсида отвън на източната страна и полуобъл свод. Ктиторът Йовче Вайгалев имал разрешение за църква, вкопана пет стъпки, но той я вкопал само три, заради което бил измъчван от турците.